# ویل آلوز
ویل آلوز (انگلیسی: Will Alves؛ زادهٔ ۴ فوریهٔ ۲۰۰۵) بازیکن فوتبال اهل بریتانیا است.
وی همچنین در تیم ملی فوتبال زیر ۱۷ سال انگلستان بازی کرده‌است.